# Alain Lacouchie

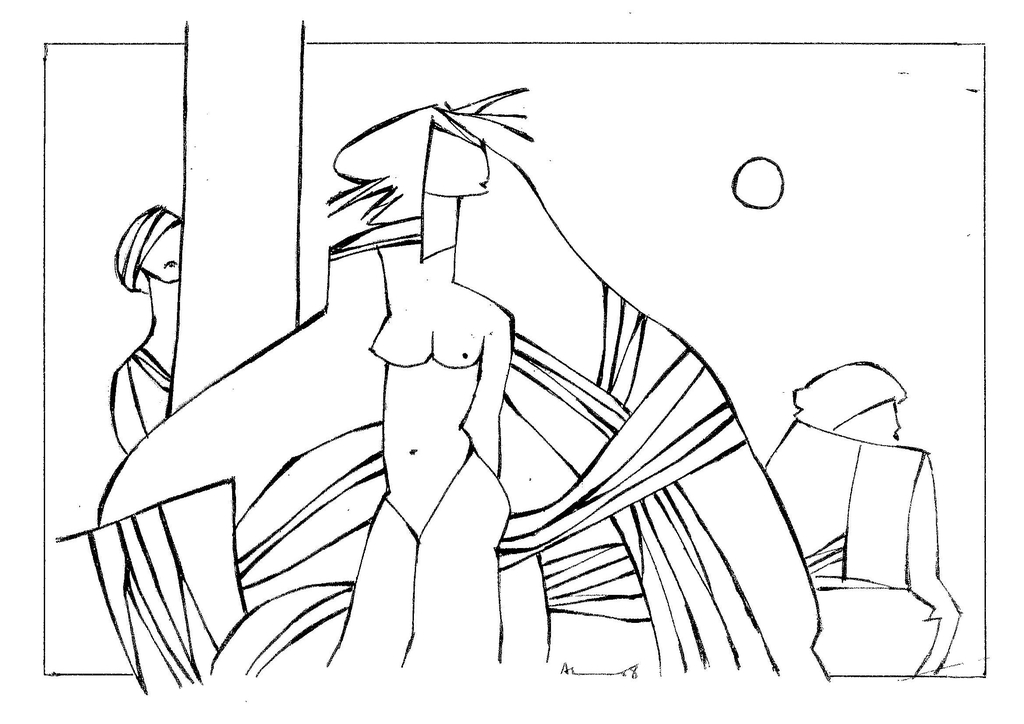
Dessin à l'encre d'Alain Lacouchie

Alain Lacouchie, né à Limoges le 28 mai 1946, et mort dans la même ville le 3 février 2023, est un poète, illustrateur et photographe français, auteur de nombreux recueils de poésie, dont il a illustré la plupart.

## Biographie
Poète (encouragé à écrire par Joseph Rouffanche qui rédiga la préface de son recueil Les Rapaces) , mais aussi plasticien, dessinateur et photographe,, Alain Lacouchie a été professeur d'anglais en Haute-Vienne et en Creuse. Artiste humble et pluriel, homme révolté, c'est un passionné, curieux de tout ce qui peut faire aimer le monde et la vie dans cet univers : la poésie, mais aussi le dessin, la photographie, les voyages et l'histoire - notamment celle de sa région, le Limousin).
Parfois ses déceptions, face à ce monde qu'il voudrait limpide, l'entraînent dans la révolte et l'angoisse. Marie-José Aubrière, poétesse et éditrice, écrit ainsi : « Alain Lacouchie porte l'ombre et le soleil. Il vit et meurt dans le même chant où la femme se plie et se délie à son mal de vivre. ». * Laurent Bourdelas lui a consacré une notice du chapitre « Oiseleurs » de son ouvrage Du Pays et de l'exil - Un Abécédaire de la littérature du Limousin (Les Ardents Éditeurs, 2008). et plusieurs pages dans son Histoire de Limoges (Éditions Geste, 2014).
Alain Lacouchie est actif dans le monde de la poésie : il collabore à plusieurs revues de poésie dont principalement Friches, Cahiers de Poésie Verte. Il est membre de l’association Fondencre, animée par Philippe Biget, et président du Centre d'action poétique. Il est secrétaire de la maison d’édition Le Vert Sacré de Jean-Claude Valin à Angoulême. Il a participé à l'aventure de la revue Analogie (invité d'honneur du n° 33/34), fondée par Laurent Bourdelas, devenue L'Indicible Frontière, dont il signa l'éditorial-manifeste du n° 3: "Poésie entièrement".
Il est membre du conseil d’administration et de la commission création du Centre régional du livre en Limousin. Il organise, deux fois par an, à la bibliothèque francophone multimédia de Limoges, une soirée autour de la poésie : les Polypoésies. Des poètes reconnus sont invités à parler de leur œuvre. En première partie, il propose une scène ouverte afin de donner une chance à tous ceux qui ont envie de faire connaître leurs écrits au public. En 2021, Alain Lacouchie est invité à faire partie du comité de rédaction de la revue Poésie Première.
Alain Lacouchie illustré de nombreux recueils, notamment pour Jean Joubert dans Pluie de plumes (haïkus), Jacques Simonomis dans Aphorisques et placers, Dritëro Agolli pour Fleurs de Fables, Patricia Cottron Daubigné, Andrée Marik, Guy Chaty, Annette Blier, etc.

## Publications

### Ouvrages de poésie
- Tentation d'un toujours. Éditions Interventions à Haute Voix, Chaville, avril 2022.
- Araignée est une pape. Éditions Au fil des éphémères, Limoges, mai 2021.
- La révolte s'achève et le feu hésite encore. Éditions Au fil des éphémères, Limoges, 2021.
- Histoires sans têtes. Éditions Encres Vives, Colomiers. Collection Encres Blanches n°798, 2020.
- Apatride des espaces. Éditions Encres Vives, Colomiers. Collection Encres vives n°495, 2020
- La lassitude n'est pas une fuite. Éditions Au fil des éphémères, Limoges, 2020
- Une pierre sans personne, poèmes et encres. Éditions Encres Vives, Colomiers. Collection Encres vives n°486, 2019
- L’œil trop bleu du poisson mort, poèmes et encre. Saint-Léonard-de-Noblat, Presses du Moulin du Got : 2018.
- Encres à la mer, collection d’encres à détacher. Précaires du temps, 2018
- Bulles de rêves où je ne dors pas Au fil des précaires, 2018
- C’est le rat qui rit le dernier. L’instant d’un mot, 2017
- Ginette Cendrillon était une danseuse nue. L’instant d’un mot, 2017
- Nue d’une nuit au creux de ma main. L’instant d’un mot, 2017
- Aux hasards d’une voix. L’instant d’un mot : 2016
- Les hirondelles sont mortes au printemps. Laon, La Porte : 2016. Collection poésie en voyage.
- Citations à débordement. L’instant d’un mot, 2015
- Tous les hommes s'appellent Icare. Editions Editinter, Soisy sur Seine, 2014.  (ISBN 978-2-35328-138-1)
- Aux quatre vents. Éditions La Porte, 2012. Collection Poésie en voyage, tiré à 200 exemplaires numérotés.
- Butiner la vie, préface de Jean-Claude Martin (poète, Prix Roger-Kowalski et Prix Louis-Guillaume) et reproduction d'un tableau d'Henri-Louis Lacouchie, peintre. 100 poèmes d'Alain Lacouchie et encres de l'auteur, Éditions Editinter, Soisy sur Seine, 2011.  (ISBN 978-2-35328-080-3)
- Écorché vif et cris, préface de Jean Joubert (poète, Prix Renaudot et Prix Mallarmé), cent poèmes et illustrations, Editions Editinter, Soisy sur Seine, 2009.  (ISBN 978-2-35328-041-4)
- Les Radieux, poèmes baroques et absurdes, dans le ton de Les Rapaces, textes et illustrations de l'auteur, Editions Les Amis de la Poésie, Bergerac : 2009. Collection Le Poémier de Plein Vent, n°124.
- Plus légers que le temps ?, courts poèmes et illustrations, Editions Encres Vives, Colomiers. Collection Encres Blanches n°372, 2009. ISSN 1625-8630
- Debout, malgré tout, poèmes et illustrations, Éditions Encres Vives, Colomiers. Collection Encres vivres n°358, 2008.
- De temps à l'autre, incertain, textes et illustrations, Éditions Editinter, Soisy sur Seine, 2007.  (ISBN 978-2-3532-8016-2)

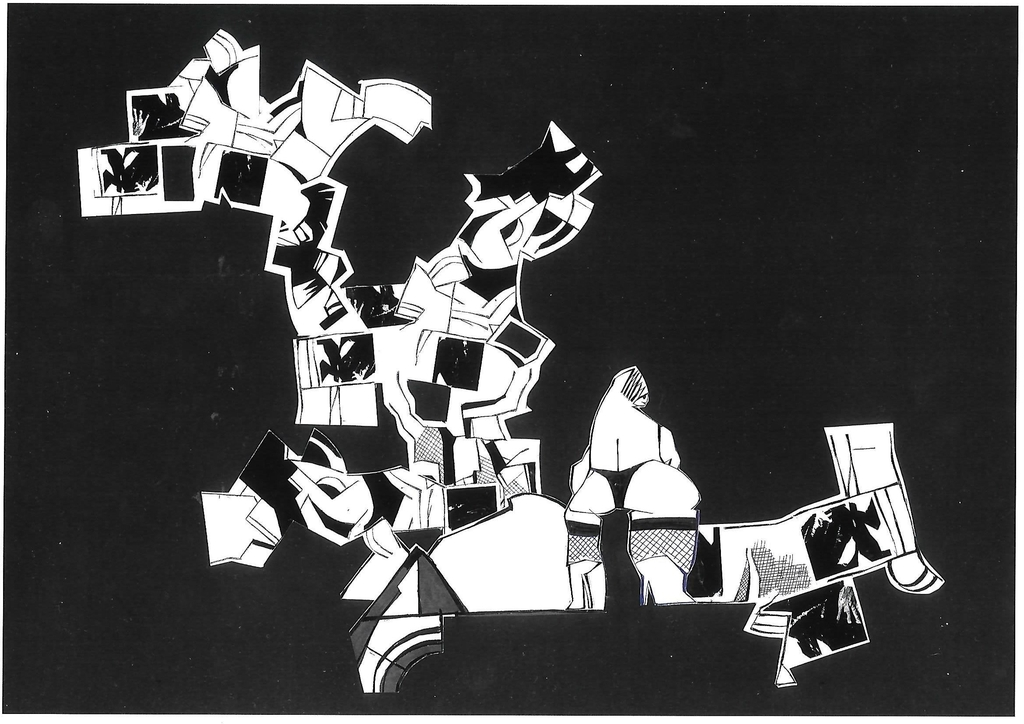
Dessin à l'encre d'Alain Lacouchie

- Dessin à l'encre d'Alain LacouchieBanal, comme d'un pigeon, textes et illustration. Millau, Éditions Associatives Clapàs, 2005 ; Collection Franche lippée n° 268. ISSN 1240-1617
- Impasse et manque ; sans roi, poèmes et illustrations, Editions Les Amis de la Poésie, Bergerac : 2005. Collection Le Poémier de Plein Vent, n°78.
- Jules de JR., Histoires à délirer debout, textes et illustrations, Editions Encres Vives, Colomiers. Collection Encres Blanches n°227, 2005. ISSN 1625-8630
- Petits jours à mains nues, courts poèmes et illustrations, Editions Encres Vives, Colomiers. Collection Encres Blanches n°164, 2004. ISSN 1625-8630
- Dérives et des routes, éphéméride. Textes et illustration, Éditions L'Harmattan, Poésie, 2003.  (ISBN 2-7475-5303-5)
- Florence, en tous sens, une approche originale de la célèbre cité italienne, Éditions Encres Vives, Colomiers, Collection Lieu n°148, 2003.
- Spécial Alain Lacouchie, n°310, témoignages sur l’auteur, Collection Encres Vives, Colomiers. Collection Encres Vives numéro spécial n°310, 2003.
- En trompe-l'œil, carnet de nous, poèmes et dessins, Éditions Les Amis de la Poésie, Bergerac. Collection Le Poémier de Plein Vent n°58. 2002
- Non-identifié, autoportrait, textes et illustration, Éditions L'Harmattan, Paris : 2002.  (ISBN 2-7475-3725-0)
- S'apaiser, anonyme, poèmes et dessins, Editions Encres Vives, Colomiers. Collection Encres Blanches n°66, 2002. ISSN 1625-8630
- Violons d'elles, nouvelles et illustration, Editions Encres Vives, Colomiers. Collection Encres Blanches n°102, 2002. ISSN 1625-8630
- À perte d'ailleurs, poèmes en écho à la reproduction d’une suite de sept tableaux de Henri-Louis Lacouchie, peintre. Auto-édité, Limoges.
- D'éclats et d'oublis, érotexte et dessins pour lecteurs avertis, Éditions Associatives Clapàs, Aguessac, 2001. Collection L'avant-langue n°8, ISSN 1291-1925
- Entrouvert entrevu, poème et dessins, Editions Associatives Clapàs, Aguessac. Collection Franche lippée n° 227, 2001.
- Natures mortes à deux voix, poèmes et dessins, Editions Encres Vives, Colomiers. Collection Encres Blanches n°44, 2001. ISSN 1625-8630
- Friable ou ronde, la vie, poèmes et dessins, Éditions Encres Vives, Colomiers. Collection Encres Blanches n°26, 2000. ISSN 1625-8630
- Rimages et magie, textes, dessins et jeux pour enfants (de C.P. à C.M.), Editions Associatives Clapàs, Aguessac. Collection L'École à Cœur n° 6, 2000. ISSN 1296-4638
- Ils, et à suivre…, poèmes et dessins, Éditions des Portes Ferrées, Limoges. 1999.  (ISBN 2-87866-114-1)
- Lui ou moi, poèmes et dessins, Editions Encres Vives, Colomiers. Collection Encres Vives, 1999.
- Melliflue, textes et dessins. Editions Les Amis de la Poésie, Bergerac : 1999. Collection Le Poémier de Plein Vent, n°21.
- Under H. et Bombe Poèmes. Mauvaise Graine n°30, 1999
- Il ou l'autre, poèmes et dessins, Editions Encres Vives, Colomiers. Collection Encres Vives n°242, 1998.
- Instants bien que mal, illustration de Martin Faynot, Cahiers de Poésie Verte, Saint-Yrieix : 1997. Collection Typoèmes n°14.  (ISBN 2-905422-27-0)
- Mes aujourd'huis clos, poème de présentation de Jean-Claude Valin, poète et éditeur, et illustration de Henri-Louis Lacouchie, Cahiers de Poésie Verte, Saint-Yrieix-la-Perche. Collection Typoèmes n°12. 1995.  (ISBN 2-905422-24-6)
- Les Rapaces, images en prose, préface Joseph Rouffanche, poète (Prix Mallarmé), orné par Noël Myles, peintre et photographe, Editions Hautécriture, Nouaillé : 1992. Collection Un peu penchée.  (ISBN 2-905937-21-1)

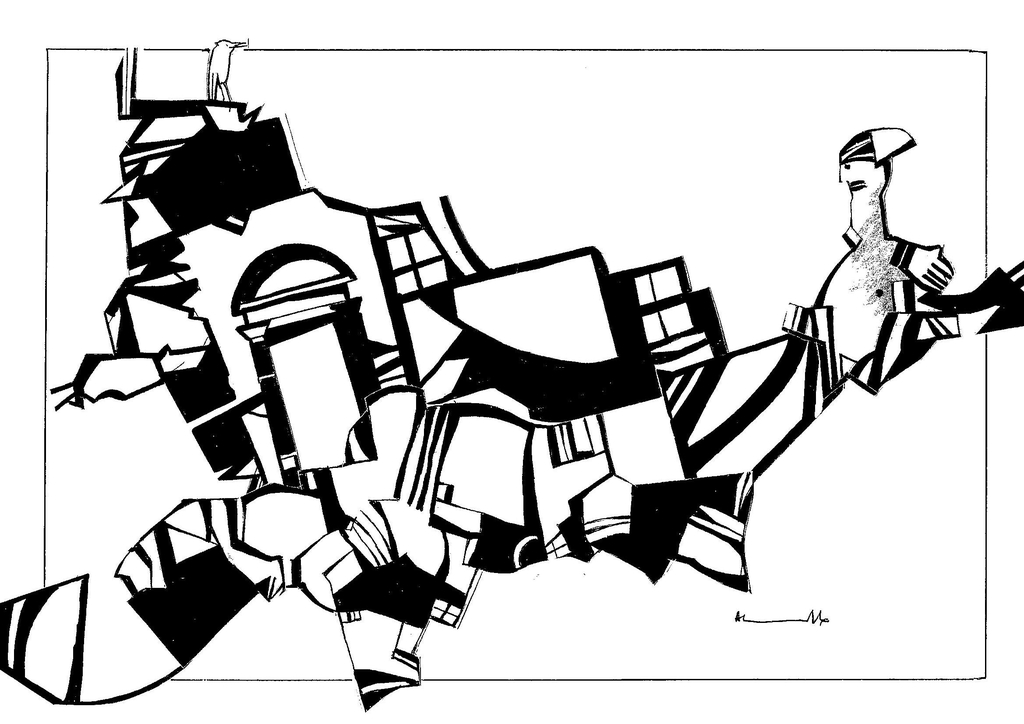
Dessin à l'encre d'Alain Lacouchie

- Dessin à l'encre d'Alain LacouchieFamilières, auto-édité, Limoges : 1970.

### Ouvrages collectifs
- Publication régulière dans l'Anthologie thématique de poésie et prose, atelier poésie de Cognac. Expression Culturelle éditeur. Les thèmes : Dire 2020, Au fil du temps 2019, Chemins 2018, Sources 2017, Plumes 2016, Fenêtres 2015, Escapades 2014, Turbulences 2013, Traces 2012, Horizons 2011, Souffle 2012, Du rire aux larmes 2009, Terre ? 2008, L'autre 2007, Longs courriers 2006, Kaléidoscope 2003 (dont il a également illustré la couverture), Entr’acte 2001, Fugue 2000, Lendemains 1999, Ombres 1998, Vent debout 1997.

- Intervention à Haute Voix, hors série n° 3 spécial 40 ans, 2017
- Alain Lacouchie a participé au devoir de mémoire sur Oradour-sur-Glane à travers un texte inclus dans l’exposition Le Chant d'Oradour présentée au Sénat en janvier 2007, à l'invitation du photographe Laurent Bourdelas et aux côtés de Marie-Noëlle Agniau et Jean-Pierre Siméon. Textes publiés dans la revue littéraire et artistique Temporel en 2008[9].
- Anthologie de l’haïku en France, textes rassemblés par Jean Antonini, Editions Aléas, Lyon : 2003.  (ISBN 2-84301-072-1)
- C’est-à-dire, Double CD Audio, quarante poètes lisent leurs textes, La Meilleraie-Tillay, 2000, Éditions SOC et FOC
- (en) A lasting calm, anthologie de poésie en langue anglaise, Joy L. Esterby. International Library of Poetry, Sittingbourne (Royaume-Uni), 1997.
- Mille poètes, mille poèmes brefs, textes réunis par Michel-François Lavaur, Maison de la Poésie d’Amay (Belgique). L'arbre à paroles, 1997.
- Anthologie des poètes limousins - 12 poètes, 12 voix(es), textes rassemblés par Joseph Rouffanche, poète (Prix Mallarmé). Saint-Yrieix-la-Perche, Cahiers de Poésie Verte, 1997.  (ISBN 2-905422-26-2)
- Charentes, j’écris ton nom, textes réunis par Andrée Marik, préface de Claude Roy. Le Croît Vif éditeur, Saintes : 1996.  (ISBN 2-907967-24-X)

## Photographie

### Réception critique

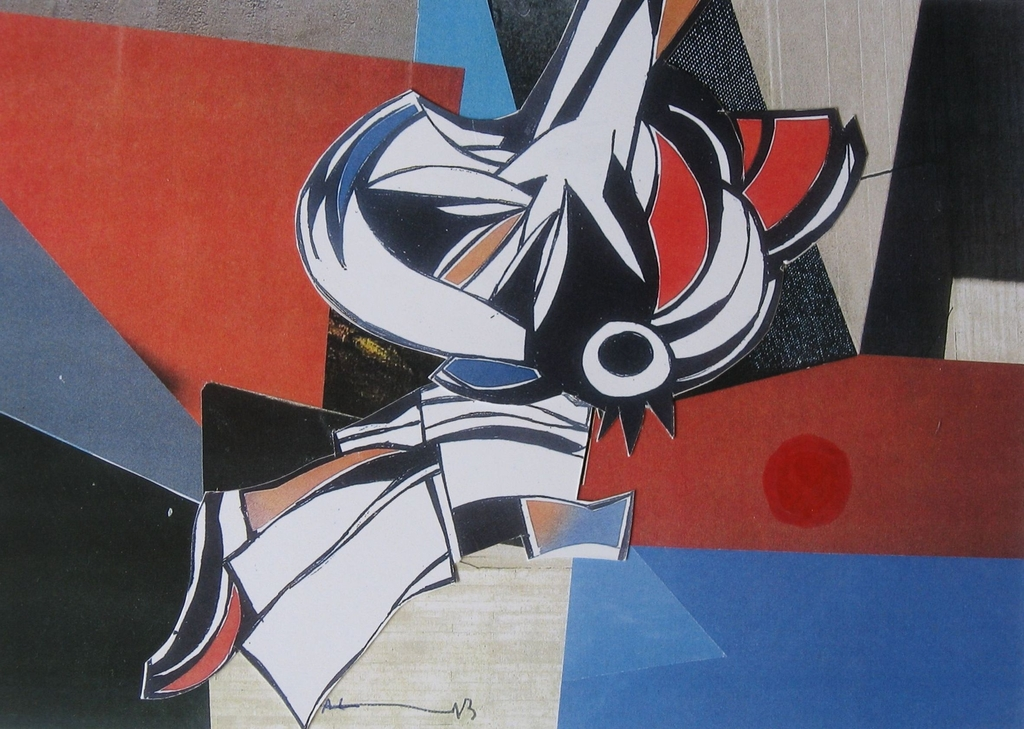
Collage d'Alain Lacouchie

« Grâce à ses photos, nous pénétrons dans l’univers d’une personnalité riche et singulière, un univers où la diversité et l’originalité des thèmes sont, d’une façon étonnante, mises en valeur par la composition, les jeux de lumière et les rapports de couleurs, la couleur n’étant, pour Alain Lacouchie, qu’un moyen – simplement différent du noir et blanc – pour rendre, au mieux, ce que le voyeur souhaite transmettre, que ce soit une émotion, une révolte ou une construction intellectuelle. »

— « Alain Lacouchie fait son photohu-bohu », Le Populaire du Centre (21 juin 1996).

« Une personnalité hors du commun, Alain Lacouchie présente des œuvres surprenantes où chaque visiteur peut interpréter sa vision des choses. Une certitude : l’immense talent indiscutable de l’auteur. »

— J.G. Berger, L’Écho du Centre (13 janvier 1998).

« Je suis un homme de l’image. Dans ma famille, la tradition de l’image est forte… La photographie, c’est d’abord l’œil, la composition… Je suis davantage attiré par le signe, les traits, les abstractions et les distorsions. … Personne ne verra une image de la même façon : son interprétation est multiple. Vrai ou photo ? : le thème vient de l’ambiguïté de la réalité. »

— « Vrai ou photo ? : la réalité selon Alain Lacouchie », La Montagne (8 mars 1997).

« Grâce à sa personnalité déroutante, Alain Lacouchie présente une œuvre originale, pleine de finesse, de sensibilité, de concision, d’une maîtrise esthétique remarquable, une œuvre née d’un talent indiscutable. Le souffle du poète transparaît d’ailleurs à travers chaque photographie, donnant une intensité encore plus forte à l’interrogation : VRAI OU PHOTO ? »

— L’Écho du Centre (12 mars 1997).